# Saison 6 de Nashville
Chronologie
Saison 5
Cet article présente les épisodes de la sixième et dernière saison de la série télévisée américaine Nashville.

## Généralités
- Au Canada, elle est diffusée sur W Network[1].
- Elle est inédite dans les pays francophones.

## Distribution

### Acteurs principaux
- Hayden Panettiere (VFB : Mélanie Dermont) : Juliette Barnes
- Charles Esten (VFB : Erwin Grünspan) : Deacon Claybourne
- Clare Bowen (VFB : Sophie Frison) : Scarlett O'Connor
- Sam Palladio (VFB : Alexis Flamant) : Gunnar Scott
- Chris Carmack (VFB : Marc Weiss) : Will Lexington
- Jonathan Jackson (VFB : Pierre Le Bec) : Avery Barkley
- Lennon Stella : Maddie Conrad
- Maisy Stella : Daphne Conrad
- Kaitlin Doubleday : Jessie Caine

### Acteurs récurrents
- Ed Amatrudo (en) : Glenn Goodman, manager de Juliette
- Kourtney Hansen (en) : Emily
- Andi Rayne et Nora Gill : Cadence Barkley
- Jeffrey Nordling : Brad Maitland
- Josh Stamberg : Darius[2]
- Jake Etherdige : Sean[2]
- Rainee Lyleson : Alannah[2]
- Nic Luken : Jonah Ford[2]
- Dylan Arnold : Twig[2]
- Ilse DeLange : Ilse de Witt[3]
- Ronny Cox : Gideon[4]
- Mia Maestro : Rosa[4]

### Acteurs secondaires et invités
- Cameron Scoggins : Zach Welles
- Steve Earle : lui-même[5]

## Liste des épisodes[6]

### Épisode 1: Nouvelles attaches
- États-Unis /  Canada : 4 janvier 2018 sur CMT[7] & Hulu / W Network
- France : sur Série Club

- États-Unis : 870 000 téléspectateurs[8] (première diffusion)

### Épisode 2: La fine équipe
- États-Unis /  Canada : 11 janvier 2018 sur CMT & Hulu / W Network

- États-Unis : 780 000 téléspectateurs[9] (première diffusion)

### Épisode 3: Plus dure sera la chute
- États-Unis /  Canada : 18 janvier 2018 sur CMT & Hulu / W Network

- États-Unis : 730 000 téléspectateurs[10] (première diffusion)

### Épisode 4: C'est mon histoire
- États-Unis /  Canada : 25 janvier 2018 sur CMT & Hulu / W Network

- États-Unis : 800 000 téléspectateurs[11] (première diffusion)

### Épisode 5: Compter les étoiles
- États-Unis /  Canada : 1er février 2018 sur CMT & Hulu / W Network

- États-Unis : 720 000 téléspectateurs[12] (première diffusion)

### Épisode 6: Sous l'eau qui dort
- États-Unis /  Canada : 8 février 2018 sur CMT & Hulu / W Network

- États-Unis : 660 000 téléspectateurs[13] (première diffusion)

### Épisode 7: En roue libre
- États-Unis /  Canada : 15 février 2018 sur CMT & Hulu / W Network

- États-Unis : 710 000 téléspectateurs[14] (première diffusion)

### Épisode 8: On ne gagne pas à tous les coups
- États-Unis /  Canada : 22 février 2018 sur CMT & Hulu / W Network

- États-Unis : 800 000 téléspectateurs[15] (première diffusion)

### Épisode 9: En plein cœur
- États-Unis /  Canada : 7 juin 2018[4] sur CMT & Hulu / W Network

- États-Unis : 722 000 téléspectateurs[16] (première diffusion)

### Épisode 10: Ce qui ne tue pas...
- États-Unis /  Canada : 14 juin 2018 sur CMT & Hulu / W Network

- États-Unis : 756 000 téléspectateurs[17] (première diffusion)

### Épisode 11: Au bout du monde
- États-Unis /  Canada : 21 juin 2018 sur CMT & Hulu / W Network

- États-Unis : 749 000 téléspectateurs[18] (première diffusion)

### Épisode 12: Le retour du père
- États-Unis /  Canada : 28 juin 2018 sur CMT & Hulu / W Network

- États-Unis : 666 000 téléspectateurs[19] (première diffusion)

### Épisode 13: Le droit au bonheur
- États-Unis /  Canada : 5 juillet 2018 sur CMT & Hulu / W Network

- États-Unis : 702 000 téléspectateurs[20] (première diffusion)

### Épisode 14: Rien qu'une chanson
- États-Unis /  Canada : 12 juillet 2018 sur CMT & Hulu / W Network

- États-Unis : 616 000 téléspectateurs[21] (première diffusion)

### Épisode 15: Je ne veux pas te perdre
- États-Unis /  Canada : 19 juillet 2018 sur CMT & Hulu / W Network

- États-Unis : 708 000 téléspectateurs[22] (première diffusion)

### Épisode 16: Adieu Nashville
- États-Unis /  Canada : 26 juillet 2018 sur CMT & Hulu / W Network

- États-Unis : 876 000 téléspectateurs[23] (première diffusion)